# فرودگاه شهری بلک‌ول–تنکاوا
فرودگاه شهری بلک‌ول-تنکاوا (به انگلیسی: Blackwell-Tonkawa Municipal Airport) یک فرودگاه همگانی بهره‌برداری هوایی است که یک باند فرود آسفالت دارد و طول باند آن ۱۰۶۷ متر است. این فرودگاه در کشور ایالات متحده آمریکا قرار دارد و در ارتفاع ۳۱۴ متری از سطح دریا واقع شده‌است.